# 윤방부
윤방부(尹邦夫, 1943년 1월 30일~)는 대한민국의 가정의학과 전문의이자 의학박사이다.
예비역 대한민국 육군 대위이기도 한 그는 현재 연세대학교 의과대학 명예교수 및 가천의과대학교 석좌교수 겸 을지대학교 석좌교수이다.

## 이력
본관은 파평 (坡平)이고 연세대학교 의과대학 학사 학위 후에는 육군 군의관으로 복무, 베트남 전쟁에 군의무장교로 참전하였으며 예편 이후 모교인 연세대학교 의과대학 교수를 역임하였으며 현재는 연세대학교 의과대학 명예교수 및 가천의과대학교 석좌교수 겸 을지대학교 석좌교수이다. 
현재 아산충무병원 회장직을 맡고 있으며 가정의학과 환자 진료를 보고있다.
그는 홍명호 의학박사와 아울러 대한민국 가정의학과 전문의 1세대라 일컬어지는 의사이다.

## 학력
- 서울시흥국민학교 졸업
- 서울중학교 졸업
- 서울고등학교 졸업
- 연세대학교 의과대학 학사
- 연세대학교 의과대학원 의학석사·의학박사

## 저서

### 가정의과학교육 저술
- 《임상가정의학》
- 《개원의를 위한 통원수술과 처치》